# A Flair for the Dramatic
A Flair for the Dramatic ist das Debütalbum der US-amerikanischen Post-Hardcore-Band Pierce the Veil. Es erschien am 26. Juni 2007, nachdem sich die erste Band der beiden Musiker Vic und Mike Fuentes, Before Today, im Herbst des Vorjahres auflöste.
Das Album besteht aus elf Stücken und einem Bonuslied auf der Download-Version des Albums bei ITunes. Es ist das erste Album, das die Musiker über Equal Vision Records veröffentlichten. Außerdem ist es das einzige Album, das die Pierce the Veil ohne die späteren Mitmusiker Jaime Preciado (E-Bass) und Tony Perry (E-Gitarre) aufnahmen.

## Produktion und Veröffentlichung
Nachdem sich Before Today im Herbst 2006 aufgelöst hatte, gründeten Sänger Vic und sein jüngerer Bruder Mike Fuentes die Band Pierce the Veil. Da sie jedoch keine neuen Mitmusiker finden konnten, begannen sie, auf eigene Faust an Material für das Debütalbum zu schreiben. Dabei erhielten die beiden Unterstützung von Dave Yaden und Curtis Peoples, die mit den beiden Musikern befreundet sind.
Mit Produzent Casey Bates ging das Duo Anfang 2007 ins Studio und nahmen das Album innerhalb weniger Wochen auf. Die Aufnahmen fanden in den Johnny Cab Studios und im The Tank Studio, beides in Seattle, Washington liegend, statt. Das Album erschien am 26. Juni 2007 weltweit über Equal Vision Records, welche die Gruppe im Mai 2007 unter Vertrag nahm.
Die Band veröffentlichte zwei Singles zu dem Album. Yeah Boy and Doll Face erschien 2008, Chemical Kids and Mechanical Brides folgte ein Jahr später. Zu letzterem wurde ein Musikvideo gedreht, dass von Nate Weaver produziert wurde. Das erste Musikvideo der Band entstand zu dem Lied Currents Convulsive und wurde von Jeremy E. Jackson gedreht.
Kurz vor der Produktion des Albums schlossen sich Jaime Preciado (E-Bass) und Tony Perry (E-Gitarre) dem Duo an. Beide spielten zuvor in der lokalen Metalcore-Band Trigger My Nightmare. Am 24. Mai 2013 wurde A Flair for the Dramatic gemeinsam mit Selfish Machines auf Schallplatte veröffentlicht.

## Titelliste
Die Musik und Texte wurden allesamt von Vic und Mike Fuentes komponiert und geschrieben. In den Stücken Falling Asleep on a Stranger, The Balcony Scene und Diamonds and Why Men Buy Them wurden die beiden von Curtis Peoples und Dave Yaden beim Verfassen der Lieder unterstützt. Die beiden sollten Vic Fuentes später beim Schreiben der Hit-Single King for a Day aus dem Album Collide with the Sky unterstützen.

## Promotion
Mehrere Stücke aus A Flair for the Dramatic sind in mehreren Samplern vorhanden. I'd Rather Die Than  Be Famous war im Soundtrack des im Oktober 2007 erschienenen Videospiels Tony Hawk's Proving Ground zu hören. Das Lied ist auch auf dem Change!-Sampler von Hopeless Records und dem New Sounds 2008-Sampler (Equal Vision Records) zu finden. Auch Yeah Boy and Doll Face ist ebenfalls auf zwei Samplern zu hören. Auf der New Sounds 2008 ist das Lied lediglich als Musikvideo auf der Zusatz-DVD zu sehen. Auf dem Jawsome Summer Sampler, dass unter anderem über Rise Records erschien, ist das Stück auf der CD enthalten. Da die Gruppe 2008 an der Warped Tour teilnahm, ist das Lied Currents Convulsive auf der Compilation zu finden.
Zwischen dem 23. September 2007 und dem 2. Oktober 2007 spielte die Gruppe ihre erste größere Konzertreise. Die Gruppe trat als Vorband für Chiodos, The Devil Wears Prada und Alesana auf. Zwischen dem 4. und 17. Oktober folgte eine Support-Tournee für The Blackout, die durch das Vereinigte Königreich führte. Es folgten zwei weitere Konzertreisen durch die Vereinigten Staaten unter anderem mit Scary Kids Scaring Kids und From First to Last, bevor die Gruppe 2008 erstmals auf der Warped Tour spielte. Im Oktober und November 2008 spielte die Gruppe eine Tournee mit Breathe Carolina und Emarosa. Vom 14. Februar 2009 bis zum 9. April 2009 spielte Pierce the Veil mit Thursday, Bring Me the Horizon, Four Year Strong und Cancer Bats auf der Taste-of Chaos-Tour, welche allerdings seit 2011 nicht mehr stattfindet.

## Rezeption
Torben von Allschools Network schreibt der Gruppe Musik auf „hohem technischen Niveau“, welche Tendenzen zwischen dem Emo, Screamo und Progressive Rock aufweist zu. Sebastian Wable vom Ox-Fanzine ist der Meinung, dass Pierce the Veil mit A Flair for the Dramatic eine richtig gute Arbeit geleistet hat. So rezensiert er, dass die Gruppe „millionen uninspiriert klingende Emo-Bands aus dem Weg schubse“ und das Album definitiv als Geheimtipp des Monats wenn nicht gar des gesamten Sommers darstellt. Oliver Schneider von Powermetal.de zeigt sich hingegen weniger begeistert von dem Album. Er schreibt, dass Alben wie A Flair for the Dramatic der Grund sei, warum keine andere Band mit Emo in Verbindung gebracht werden will. Auch Stephanie Bürgler vom SLAM hielt nicht viel von dem Album. Sie beschrieb die Gruppe als ein „ungeglückter Abklatsch von Panic! at the Disco“. Sie bezeichnete zudem die Stimme, die Songmelodien und Rhythmuswechsel als „nervtötend“. Im Metal Hammer erhielt das Album 5 von 7 möglichen Punkten.